# Øystein Kvaal Østerbø
Øystein Kvaal Østerbø (* 7. červenec 1981 Trondheim, Norsko) je norský reprezentant v orientačním běhu. Mezi jeho největší úspěchy patří dvě stříbrné medaile ze štafet a mix štafet na mistrovství světa 2015 ve skotském Inverness a 3. místo v celkovém hodnocení SP za rok 2004. V současnosti (2016) žije ve Stockholmu a reprezentuje švédský klub IFK Lidingö a norský Bækkelagets SK.